# Lopidea minor
Lopidea minor är en insektsart som beskrevs av Knight 1918. Lopidea minor ingår i släktet Lopidea och familjen ängsskinnbaggar. Inga underarter finns listade i Catalogue of Life.